# Радомирешти (Олт)
Радомирешти (рум. Radomireşti) насеље је у Румунији у округу Олт у општини Радомирешти. Oпштина се налази на надморској висини од 106 m.

## Становништво
Према подацима из 2002. године у насељу је живело 4129 становника, од којих су сви румунске националности.

### Хронологија
| Година       | 1992 | 1993 | 1994 | 1995 | 1996 | 1997 | 1998 | 1999 | 2000 | 2001 | 2002 | 2003 | 2004 | 2005 | 2006 | 2007 | 2008 | 2009 | 2010 | 2011 | 2012 | 2013 | 2014 | 2015 | 2016 | 2017 |
| ------------ | ---- | ---- | ---- | ---- | ---- | ---- | ---- | ---- | ---- | ---- | ---- | ---- | ---- | ---- | ---- | ---- | ---- | ---- | ---- | ---- | ---- | ---- | ---- | ---- | ---- | ---- |
| Становништво | 5113 | 4930 | 4893 | 4808 | 4723 | 4649 | 4560 | 4514 | 4434 | 4388 | 4294 | 4200 | 4110 | 4066 | 4005 | 3929 | 3846 | 3758 | 3684 | 3569 | 3507 | 3453 | 3369 | 3277 | 3191 | 3101 |